# Лолазор (Лахш)
Лолазор (тадж. Лолазор, до марта 2022 г. — Чубай) — село в Пильдонском сельском джамоате Лахшского района. Расстояние от села до центра района — 10 км, до центра джамоата — 8 км. Население — 997 человек (2017 г.), таджики.

## Этимология
Название лолазор с таджикского означает цветник, тюльпановый сад. Старое название чубай с киргизского означает быстрый.